# Bernard Hieatt
Bernard Laurence Hieatt (Reading, 1909 - Brooklands, 3 mei 1930) was een Brits piloot en motorcoureur. 

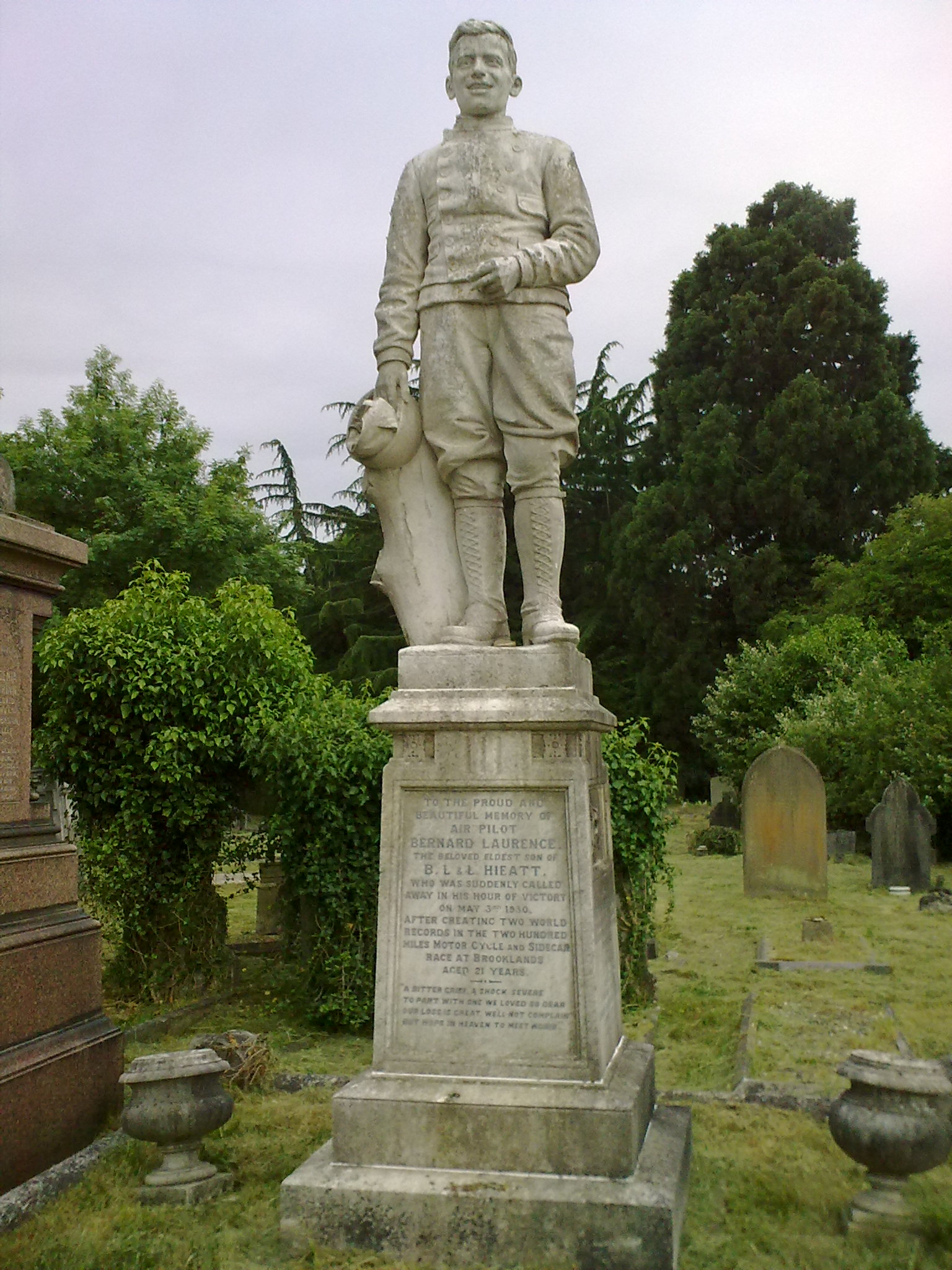
Grafmonument van Bernard Hieatt, in complete raceuitrusting.

## Carrière
Bernard Laurence Hieatt was een slagerszoon en lid ("Captain") van de Reading and District Motorcycling Club. Hij was piloot en bezat een privé De Haviland Moth, waarmee hij naar wedstrijden placht te vliegen. Aanvankelijk richtte hij zich op dirttrackraces, maar al snel schakelde hij over naar de snelheidssporten op de snelle recordbaan van Brooklands, maar ook op de kronkelende, 60 km lange Snaefell Mountain Course waar de Isle of Man TT werd verreden. Op Brooklands reed hij al in 1927 voor verschillende merken. In 1928 werd hij met een Cotton-JAP negende in de Junior TT. Hij maakte in 1929 deel uit van het Britse motorfietsteam dat door Europa en Egypte toerde en hij won de "Sir Charles Wakefield Cup" op Brooklands. Daar reed hij een aantal wereldrecords, waaronder 200 mijl voor motor met zijspan. Hij kreeg de BMCRC-"Gold Star", die werd uitgereikt aan rijders die op Brooklands een ronde met meer dan 100 mijl per uur aflegden.

## Overlijden
Op 3 mei 1930 had hij het 100 mijl-record en het twee uren-record met zijspan op Brooklands al gebroken, ondanks hevige regen en slecht zicht. Hij had voldoende getankt voor de hele race, maar acht ronden voor het einde dwong een lekkende tank hem om een tankstop te maken. Hij verving ook zijn bemodderde stofbril. Toen hij de race hervatte had hij nog anderhalve ronde voorsprong, maar een marshal sprong op de baan en toonde hem een rood bord om aan te duiden dat hij de snelheid tot 5 mijl per uur moest laten zakken. Wellicht zag Hieatt dat niet, want hij probeerde een andere rijder met hoge snelheid te passeren. Het zijspanwiel kwam daarbij in het gras met 134 km/uur, waardoor de combinatie over de kop sloeg. Bakkenist F. Mathews overleefde met een ernstige shock, maar Hieatt vloog drie meter de lucht in en landde tegen een betonnen paal. Hij liep daarbij een beenbreuk, een schedelbreuk en een hersenbeschadiging op en overleed ter plaatse.
De dood van Bernard Hieatt was de eerste op Brooklands sinds de Eerste Wereldoorlog. De lijkschouwer stelde "death by misadventure" vast. Die omschrijving week af van "accidental death" (dood door ongeval). Het woord "misadventure" duidde op een zelf aanvaard, verhoogd risico. Een Brooklands official omschreef hem als "one of the finest riders on the track and in every respect an all round man". 
Bernard Laurence Hieatt werd begraven op Reading Old Cemetry. Er werd een Grade II-grafmonument opgericht. De tekst daarop luidt: To the proud and beautiful memory of Air Pilot Bernard Laurence, the beloved eldest son of B. L. & L. Hieatt, who was suddenly called away in his hour of victory on May 3rd 1930, after creating two world records in the two hundred miles motor cycle and sidecar race at Brooklands, aged 21 years.
Een flatgebouwencomplex aan Silver Street in Reading kreeg de naam "Hieatt Close".

## Isle of Man TT resultaten
| Jaar | Klasse         | Motorfiets | Plaats |                                   | Winnaar |
| ---- | -------------- | ---------- | ------ | --------------------------------- | ------- |
| 1928 | Junior TT      | Cotton-JAP | 9e     | Alec Bennett, Velocette KSS Mk I  |         |
| 1929 | Junior TT      | Cotton-JAP | DNF    | Freddie Hicks, Velocette KTT Mk I |         |
| 1929 | Lightweight TT | Cotton-JAP | DNF    | Syd Crabtree, Excelsior           |         |
| 1929 | Senior TT      | Cotton-JAP | DNF    | Charlie Dodson, Sunbeam           |         |